# Lijst van vrouwelijke componisten
Dit is een lijst van vrouwelijke componisten.

## A
- Els Aarne (1917-1995)
- Keiko Abe (1937)
- Rosalina Abejo (1922-1992)
- Isabelle Aboulker (1938)
- Rosalie Adams-Norton (1927-2001)
- Ella Adajevskaja (1846-1929)
- Helen Adie (1909-1996)
- Josina van Aerssen (1733-1797)
- Maria Teresa Agnesi Pinottini (1720-1795)
- José Albrink (1958)
- Raphaella Aleotti (1575-na 1646)
- Liana Alexandra (1947)
- Firəngiz Əlizadə (1947)
- Mathilde Almekinders (1983)
- Lettie Beckon Alston (1953)
- Maria de Alvear (1960)
- Maryanne Amacher (1943)
- Amalia van Saksen (1794-1870)
- Anna Amalia van Pruisen (1723-1787)
- Anna Amalie van Saksen-Weimar-Eisenach (1739-1807)
- Beth Anderson (1950)
- Laurie Anderson (1947)
- Elfrida Andrée (1841-1929)
- Caecilia Andriessen (1931)
- Caroline Ansink (1959)
- Yoshino Aoki (1971)
- Dina Appeldoorn (1884-1938)
- Mary Jane van Appledorn (1927)
- Violet Archer (1913-2000)
- Claude Arrieu (1903-1990)
- Emma Louise Ashford (1850-1930)
- Lera Auerbach (1973)
- Josepha Barbara Auernhammer (1758-1820)
- Augusta van Hannover (1768-1840)
- Augusta van Pruisen (1780-1841)
- Laura Valborg Aulin (1860-1928)
- Svitlana Azarova (1976)

## B
- Grażyna Bacewicz (1913-1969)
- Maria Bach (1896-1978)
- Jeanne Bacilek (1901-ca. 1984)
- Agathe Backer-Grøndahl (1847-1907)
- Lotte Backes (1907-1990)
- Tekla Bądarzewska-Baranowska (1834-1861)
- Linda Bandara (1881-1960)
- Joan La Barbara (1947)
- Elsa Barraine (1910-1999)
- Cecilia Maria Barthélemon (1767-1859)
- Florence Baschet (1955)
- Carola Bauckholt (1959)
- Marion Bauer (1882-1955)
- Amy Beach (1867-1944)
- Sally Beamish (1956)
- Janet Beat (1937)
- Hortense de Beauharnais (1783-1873)
- Beatrice de Dia (1160-1212)
- Hanna Beekhuis (1889-1980)
- Sonja Beets
- Eve Beglarian (1958)
- Josefina Benedetti (1953)
- Antonia Bembo (1643-1715)
- Cathy Berberian (1925-1983)
- Gertrude van den Bergh (1793-1840)
- Caroline Berkenbosch (1968)
- Judith Berkson (1977)
- Birke Bertelsmeier (1981)
- Louise Bertin (1805-1877)
- Saar Bessem (1907-1996)
- Jeanne Beyerman-Walraven (1878-1966)
- Gillian Bibby (1945)
- Marie Bigot (1786-1820)
- Hildegard van Bingen (1098-1179)
- Judith Bingham (1952)
- Corrie van Binsbergen (1957)
- Renate Birnstein (1946)
- Olga de Blanck (1916-1998)
- Maria Theresia Bland (ca. 1769-1838)
- Carla Bley (1936)
- Ruth Bodenstein-Hoyme (1924-2006)
- Sylvie Bodorová (1954)
- Josina van Boetzelaer-van Aerssen (1733-1797)
- Anna Bon di Venezia (1738-?)
- Andrée Bonhomme (1905-1982)
- Mel Bonis (1858-1937)
- Nathalie Boogers (1970)
- Silvia Borzelli (1978)
- Johanna Bordewijk-Roepman (1892-1971)
- Henriëtte Bosmans (1895-1952)
- Ina Bottelier (1943)
- Lili Boulanger (1893-1918)
- Nadia Boulanger (1887-1979)
- Eva Bouman (194401989)
- Laura Jayne Bowler
- Anne Boyd (1946)
- Henriëtte van den Brandeler-van Heukelom (1884-1985)
- Caroline von Brandenstein (1754-1813)
- Thérèse Brenet (1935)
- Elizabeth Jeanne Broes (1795-1853)
- Anke Brouwer (1976)
- Anna Amalia van Brunswijk (1739-1807)
- Elisabetta Brusa (1954)
- Clasine Josephine van Brussel (1808-na 1851)
- Joanna Bruzdowicz (1943)
- Filipina Brzezińska (1800-1886)
- Barbara Buczek (1940-1993)
- Erika Budai (1966)
- Nini Bulterijs (1929-1989)

## C
- Francesca Caccini (1581-1640)
- Elsa Calcagno (1910-1978)
- Conny Campagne (1922)
- Marguerite Canal (1890-1978)
- Wendy Carlos (1939)
- Carmen Maria Cârneci (1957)
- Teresa Carreño (1853-1917)
- Maddalena Casulana (ca. 1544 – ca. 1590)
- Cécile Chaminade (1854-1944)
- Dorothy Chang (1970)
- Zunduin Changal (1948)
- Ching-Wen Chao (1973)
- Fania Chapiro (1926-1994)
- Charlotte Augusta van Wales (1796-1817)
- Charlotte van Pruisen (1831-1855)
- Isabelle Chauval-Lon (1955)
- Unsuk Chin (1961)
- Maia Ciobanu (1952)
- Rebecca Clarke (1886-1979)
- Siobhán Cleary (1970)
- Paula de Clerq-Zubli (1948)
- Adrienne Clostre (1921-2006)
- Gloria Coates (1938)
- Maria Rosa Coccia (1759-1833)
- Henriëtte Coclet (1866-1945)
- Rosina Suzanna de Cocq (1891-1977)
- Dora Cojocaru (1963)
- Reine Colaço Osorio-Swaab (1881-1971)
- Jeanne Colin (1924-1996)
- Florence Collin (1970)
- Alice Coltrane (1937-2007)
- Peggy Stuart Coolidge (1913-1981)
- Theodora Cormontan (1840-1922)
- Anna Cramer (1873-1968)
- Ruth Crawford Seeger (1901-1953)
- Guirne Creith (1907-1996)
- Marilyn Crispell (1947)
- Chaya Czernowin (1957)

## D
- Melanie Ruth Daiken (1945)
- Margarethe Danzi (1768-1800)
- Tansy Davies(1973)
- Maria de Alvear (1960)
- Eva dell'Acqua (1856-1930)
- Isabelle Delorme (1900-1991)
- Jeanne Demessieux (1921-1968)
- Diana Demi
- Louise Denny (1947)
- Delia Derbyshire (1937-2001)
- Mary Dickenson-Auner (1880-1965)
- Violeta Dinescu (1953)
- Emma Lou Diemer (1927)
- Madeleine van Dijck (1938)
- Johanna Doderer (1969)
- Monica Dominique (1940)
- Dyane Donck (1980)
- Annette von Droste-Hülshoff (1797-1848)
- Leonora Duarte (1610-1678)
- Anne Dudley (1956)
- Renilde Duif (1949)
- Lesja Dytsjko (1939)

## E
- Cathy van Eck (1979)
- Sophie-Carmen Eckhardt-Gramatté (1899-1974)
- Fredrikke Egeberg (1815-1861)
- Margriet Ehlen (1943)
- Cynthie van Eijden (1970)
- Karólína Eiríksdóttir (1951)
- Nancy van der Elst (1919)
- Liesbeth Engelen (1927)
- Véronique van den Engh (1962)
- Else van Epen-de Groot (1919-1994)
- Susanne Erding (1955)
- Siegrid Ernst (1929)
- Margriet Eshuijs (1952-2022)
- Maria de los Angeles Esteves (1970)
- Marije Ewals
- Ann Eysermans (1980)

## F
- Elisenda Fábregas (1955)
- Maddalena Fagandini (1929-2012)
- Eibhlis Farrell (1953)
- Louise Farrenc (1804-1875)
- Jacqueline Fontyn (1930)
- Elena Firsova (1950)
- Tsippi Fleischer (1946)
- Eugénie-Emilie Juliette Folville (1870-1946)
- Erica Fox (1936)
- Ludmila Frajt (1919)
- Joan Franks-Williams (1930-2003)
- Dorothy Whitson Freed (1919-2000)
- Berta Frensel Wegener-Koopman (1857-1953)
- Ilse Fromm-Michaels (1888-1986)
- Lillian Fuchs (1901-1995)

## G
- Sophie Gail (1775-1819)
- Diamanda Galás (1955)
- Nancy Galbraith (1951)
- Elena Gantchikova (1967)
- Lūcija Garūta (1902-1977)
- Monica Germino
- Miriam Gideon (1906-1996)
- Ruth Gipps (1921-1999)
- Peggy Glanville-Hicks (1912-1990)
- Sofia Goebaidoelina (1931-2025)
- Ida Gotkovsky (1933)
- Huba de Graaff (1959)
- Tekla Griebel-Wandall (1866-1940)
- Deirdre Gribbin (1967)
- Sofia Goebaidoelina (1931)
- Dorothy Gow (1892-1982)

## H
- Ulrike Haage (1957)
- Dorothée Hahne (1966)
- Majoie Hajary (1921-2017)
- Pauline Hall (1890-1969)
- Guy d'Hardelot (1858-1936)
- Emma Hartmann (1807-1851)
- Irina Hasnaş (1954)
- Karin Haußmann (1962)
- Barbara Heller (1936)
- Edith Hemenway (1926)
- Sedje Hemon (1923-2011)
- Ig Henneman (1945)
- Fanny Hensel (1805-1847)
- Deborah Henson-Conant (1953)
- Sharon Hershey (1964)
- Maria Herz (1878-1950)
- Susanne Hinkelbein (1953)
- Rozalie Hirs (1965)
- Adriana Hölszky (1953)
- Margriet Hoenderdos (1952-2010)
- Augusta Holmès (1847-1903)
- Borghild Holmsen (1865-1938)
- Imogen Holst (1907-1984)
- Helen Hopekirk (1856-1945)
- Julia Hülsmann (1968)
- Fanny Hünerwadel (1826-1854)
- Miriam Hyde (1913-2005)

## I
- Anna Ikramova (1966)
- Alison Isadora (1962)
- Adina Izarra (1959)

## J
- Elisabeth Claude Jacquet de la Guerre (1664-1729)
- Marie Jaëll (1846-1925)
- Pascale Jakubowski (1960)
- Betsy Jolas (1926)
- Margreeth Chr. de Jong (1961)
- Patricia Jünger (1951)
- Eunshin Jung (1976)

## K
- Yuki Kajiura (1965)
- Dorina Kamstra (1963-2017)
- Yoko Kanno (1964)
- Vítezslava Kaprálová (1915-1940)
- Lucrecia Kasilag (1918-2008)
- Kassia (ca. 810- ca. 865)
- Ginette Keller (1925)
- Marjory Kennedy-Fraser (1857-1930)
- Frida Kern (1891-1988)
- Erika Kickton (1896-1967)
- Johanna Kinkel (1810-1858)
- Makiko Kinoshita (1956)
- Yayoi Kitazume (1945)
- Juliane Klein (1966)
- Meri von KleinSmid (1974)
- Babette Koblenz (1956)
- Barbara Kolb (1939)
- Tatiana Koleva
- Bertha Koopman (1874-1953)
- Mathilde Kralik von Meyrswalden (1857-1944)
- Astrid Kruisselbrink (1972)
- Felicitas Kukuck (1914-2001)
- Hanna Kulenty (1961)
- Elisabeth Kuyper (1877-1953)

## L
- Anne La Berge (1955)
- Laurie J. Lafferty (1951)
- Anna Lambrechts-Vos (1876-1932)
- Ivana Lang (1912-1982)
- Josephine Caroline Lang (1815-1880)
- Margaret Ruthven Lang (1867-1972)
- Coby Lankester (1918-2002)
- Vanessa Lann (1968)
- Libby Larsen (1950)
- Elise Lavater (1820-1901)
- Luise Adolpha Le Beau (1850-1927)
- Franziska Lebrun (1756-1791)
- HyeKyung Lee
- Nicola Le Fanu (1947)
- Liza Lehmann (1862-1918)
- Ulrikka Fredrikke Lehmann Barth (1819-1903)
- Edith Lejet (1941)
- Jeanne Leleu (1898-1979)
- Tania Léon (1943)
- Isabella Leonarda (1620-1704)
- Marina Leonardi (1970)
- Sara Lewina (1906-1976)
- Helene Liebmann (1796-ca. 1819)
- Liliuokalani (1838-1917)
- Anne Linnet (1953)
- Melba Liston (1926-1999)
- Maddalena Laura Lombardini Sirmen (1745-1818)
- Ruth Lomon (1930)
- Nathalie Loriers (1966)
- Ivana Loudová (1941)
- Suze Luger
- Gudrun Lund (1930-2020)
- Elisabeth Lutyens (1906-1983)

## M
- Sylvia Maessen (1959)
- Ester Mägi (1922)
- Alma Mahler-Werfel (1879-1964)
- Elizabeth Maconchy (1907-1994)
- Mary Jane Mageau (1934)
- Nina Makarowa (1908-1976)
- Annelie de Man (1943 - 2010)
- Marcelle de Manziarly (1899-1989)
- Miriam Marbé (1931-1997)
- Anne-Virginie Marchiol (1972)
- Tera de Marez Oyens (1932-1996)
- Marianne der Nederlanden (1810-1883)
- Marilyn Mazur (1955)
- Maria Elisabeth van Saksen-Meiningen (1853-1923)
- Giovanna Marini (1937)
- Maria de Lourdes Martins (1926-2009)
- Marianna von Martines (1744-1812)
- Viviane Mataigne (1955)
- Maria Matthijssens (1861-1916)
- Alice May (1954)
- Emilie Mayer (1812-1883)
- Cecilia McDowall (1951)
- Anne McGinty (1945)
- Priscilla McLean (1942)
- Catherine McMichael (1954)
- Cindy McTee (1952)
- Lucia Meeuwsen
- Anny Mesritz-van Velthuysen (1887-1965)
- Mela Meierhans (1961)
- Sophie Menter (1846-1918)
- Ingrid Meuris (1964-2003)
- Haruna Miyake (1942)
- Elena Mogilevskaya (1960)
- Meredith Monk (1942)
- Claudia Carmen Montero López
- Dorothy Rudd Moore (1940)
- Kate Moore (1979)
- Krystyna Moszumánska-Nazar (1924)
- Maria Anna Mozart (1751-1829)
- Johanna Müller-Hermann (1868-1941)
- Florentine Mulsant (1962)
- Isabel Mundry (1963)
- Thea Musgrave (1928)

## N
- Noriko Nakamura (1965)
- Rika Narimoto (1969)
- Mayke Nas (1972)
- Olga Neuwirth (1968)
- Tatjana Nikolajeva (1924-1993)
- Yukiko Nishimura (1967)
- Naomi Niu
- Claudine Novikow (1958)
- Morine A. Nyquist (1909-?)

## O
- Jane O'Leary (1946)
- Karola Obermüller (1977)
- Galina Oestvolskaja (1919-2006)
- Christina Viola Oorebeek
- Cornélie van Oosterzee (1863-1943)
- Daphne Oram (1925 -2003)
- Anne-Marie Orbeck (1911-1996)
- Eiko Orita (1953)
- Mathilda d'Orozco (1796-1863)
- Hanne Ørvad (1945)
- Michiru Oshima (1961)
- Eurydice V. Osterman (1950)
- Ai Otsuka (1982)
- Morfydd Llwyn Owen (1891-1918)

## P
- Else Marie Pade (1924-2016)
- Younghi Pagh-Paan (1945)
- Catharina Palmér (1963)
- Isabelle Panneton (1955)
- Roxanna Panufnik (1968)
- Maria Theresia von Paradis (1759-1824)
- Dora Pejačević (1885-1923)
- Julia Amanda Perry (1924-1979)
- Zenobia Powell Perry (1908-2004)
- Philippina Charlotte van Pruisen (1716-1801)
- Eseld Pierce (1976)
- Regina Pitscheneder (1959)
- Elizabeth Hayden Pizer (1954)
- Sibylle Pomorin (1956)
- Rachel Portman (1960)
- Maria Barbara van Portugal (1711-1758)
- Pauline Post
- Annie Pothuis (1906-1956)
- Jannie Pranger
- Ida Presti (1924-1967)
- Florence Price (1887-1953)
- Teresa Procaccini (1934)
- Marta Ptaszynska (1943)

## R
- Shulamit Ran (1949)
- Helena Rasker
- Elisabeth Raum (1945)
- Genovieffa Ravissa de Turin (1745/1750-1807)
- Augusta Read Thomas (1964)
- Nancy Binns Reed (1924-2000)
- Catharina van Rees (1831-1915)
- Sarah Reid (1948)
- Juliane Reichardt (1752-1783)
- Louise Reichardt (1779-1826)
- Karin Rehnqvist (1957)
- Henriette Renié (1875-1956)
- Catharina van Rennes (1858-1940)
- Marga Richter (1926)
- Susanne Riemer (1972)
- Nicole Rodrigue (1943-2010)
- Clara Kathleen Rogers (1844-1931)
- Amanda Röntgen-Maier (1853-1894)
- Elena Romero Barbosa (1923-1996)
- Lucia Ronchetti (1963)
- Camilla de Rossi (actief 1707-1710)
- Elena Roussanova Lucas (1974)
- Jeanine Rueff (1922-1999)

## S
- Kaija Saariaho (1952)
- Kathryn Salfelder (1987)
- Matilde Salvador Segarra (1918-2007)
- Olga Samaroff (1882-1948)
- Alice Samter (1908-2004)
- Felicia Sandler (1961)
- Margherita Sanfilippo (1927)
- Elsa Olivieri Sangiacomo (1895-1996)
- Sappho (ca. 630 vc - ca. 575 vc)
- Rebecca Saunders (1967)
- Catherine Sauvage (1929-1998)
- Rosanna Scalfi Marcello (1704-na 1742)
- Magdalene Schauß-Flake (1921-2008)
- Dodo Schielein (1968)
- Iris ter Schiphorst (1956)
- Mon Schjelderup (1870-1934)
- Annette Schlünz (1964)
- Mia Schmidt (1952)
- Maria Schneider (1960)
- Ruth Schönthal (1924-2006)
- Clara Schumann (1819-1896)
- Blanche Selva (1884-1942)
- Johanna Senfter (1879-1961)
- Nancy H. Seward (1930-2003)
- Caroline Shaw (1982)
- Naomi Shemer (1930-2004)
- Yoko Shimomura (1967)
- Marilyn Shrude (1946)
- Netty Simons (1913-1994)
- Anita Sleeman (1930-2011)
- Julia Frances Smith (1911-1989)
- Ethel Mary Smyth (1858-1944)
- Silvia Sommer (1944)
- Gwendolyn Sommereyns (1982)
- Gay Holmes Spears (1958)
- Alicia Ann Spottiswoode (1810-1900)
- Iet Stants (1903-1968)
- Lindsey Stirling (1986)
- Barbara Strozzi (1619-1677)
- Edeltraud Studer (1948)
- Margaret Ada Sutherland (1897-1984)
- Celia Swart (1994)
- Kay Swift (1897-1993)
- Gloria Wilson Swisher (1935)
- Diana Syrse (1984)
- Erzsébet Szőnyi (1924)
- Maria Agata Szymanowska (1789-1831)

## T
- Germaine Tailleferre (1892-1983)
- Marjo Tal (1915-2006)
- Louise Talma (1906-1996)
- Riikka Talvitie (1970)
- Kumiko Tanaka (1959)
- Hilary Tann (1947)
- Phyllis Margaret Duncan Tate (1911-1987)
- Erna Tauro (1916-1993)
- Alice Tegnér (1864-1943)
- Nancy Telfer (1950)
- Shirley J. Thompson (1958)
- Bertha Tideman-Wijers (1887-1976)
- Adelina M. Puccini Timofeyew
- Joan Tower (1938)
- Joan Trimble (1915-2000)
- Calliope Tsoupaki (1963)
- Stefania Turkewich (1898-1977)

## U
- Ludmila Ulehla (1923-2009)

## V
- Mieke Vanhaute (1948)
- Annelies Van Parys (1975)
- Jenny Van Rysselberghe (1879-1966)
- Victoria van Saksen-Coburg-Saalfeld (1786-1861)
- Sanne van Vliet
- Anne Vanschothorst (1974)
- Consuelo Velázquez (1924-2005)
- Lucie Vellère (1896-1966)
- Maria de Ventadour (fl. einde 12de eeuw)
- Alice Verne-Bredt (1864-1958)
- Pauline Viardot-García (1821-1910)
- Margaret Vickery
- Alba Rosa Viëtor (1889-1979)
- Jane Vieu (1871-1955)
- Josée Vigneron-Ramackers (1914-2002)
- Gon Voorhoeve (1928-1994)
- Anna Lambrechts-Vos (1876-1932)
- Louise S. Vogel-van der Weert (1905-?)
- Renske Vrolijk (1965)

## W
- Hedda Wagner (1876-1950)
- Gwyneth Van Anden Walker (1947)
- Shirley Walker (1945-2006)
- Jennifer Walshe (1974)
- Mathilde Wantenaar (1993)
- Julie von Webenau (1813-1887)
- Vilma von Webenau (1875-1953)
- Ilse Weber (1903-1944)
- Anna Weesner (1965)
- Emmy Frensel Wegener (1901-1973)
- Judith Weir (1954)
- Suzanne Welters (1969)
- Rosy Wertheim (1888-1949)
- Peppie Wiersma
- Wilhelmina van Pruisen (1709-1758)
- Margaret Lucy Wilkins (1939)
- Grace Williams (1906-1977)
- Mary Lou Williams (1910-1981)
- Jessica Grace Wing (1971-2003)
- Julia Wolfe (1958)
- Erna Woll (1917-2005)
- Barbara Woof (1958)
- Gladys Stone Wright (1925)
- Sinta Wullur (1958)
- Mary Wurm (1860-1938)
- Manna de Wijs-Mouton (1872-1947)

## X
- Wang Xi (1978)

## Y
- Yasuko Yamaguchi (1969)
- Kinuyo Yamashita (1965)

## Z
- Judith Lang Zaimont (1945)
- Ruth Zechlin (1926-2007)
- Grete von Zieritz (1899-2001)
- Marilyn Jane Ziffrin (1926-2018)
- Agnes Zimmermann (1847–1925)
- Margrit Zimmermann (1927)
- Agata Zubel (1978)
- Emilie Zumsteeg (1796-1857)
- Belle van Zuylen (1740-1805)
- Ellen Taaffe Zwilich (1939)

## Gerelateerde onderwerpen
- Lijst van componisten
- Lijst van componisten voor harmonie- en fanfareorkesten en brassbands
- Lijst van Nederlandse en Vlaamse componisten